# Love Is a Camera
«Love Is a Camera» (estilizado como LOVԐ IS A CAMԐЯA) es el nombre del tercer sencillo de Wanderlust, quinto álbum de la cantante británica Sophie Ellis-Bextor.
La canción fue la primera en ser desarrollada para el álbum y tiene un sonido barroco con reminiscencias a la música de cámara rusa, la música gitana y la polka. La letra está influenciada por una historia del folklore ruso. Su recepción crítica fue muy positiva y llegó a los puestos No. 32 del Airplay Chart y No. 33 del Indie Chart de Reino Unido.
En 2019 fue regrabada junto a una orquesta para The Song Diaries.

## Vídeo musical
El vídeo musical fue grabado en Florencia, Italia bajo la dirección de la británica Sophie Muller. En el vídeo Sophie interpreta dos personajes. Uno es una bruja (vestida de negro) que roba el alma de las personas tomando una fotografía. El otro es una muchacha (que lleva el vestido blanco de las fotografías de Wanderlust), que visitó la casa en algún momento y cuya fotografía vemos colgada en una pared. El tercer personaje del video es un hombre a quien ella seduce en la calle para que vaya a la casa y poder fotografiarlo. Fue estrenado el 30 de mayo a través del canal oficial de Sophie Ellis-Bextor en YouTube.

## CD sencillo
1. Love Is a Camera (Radio Edit) - 3:21

## Otras versiones
- Love Is a Camera (álbum versión) - 4:13

- Love Is a Camera (Demo Version) - 5:24